# Герб Галича
Герб Галича — офіційний символ міста Галича Івано-Франківської області, затверджений 5 квітня 1998 р. рішенням  II сесії Галицької міської ради III скликання.
Автор — Воронов В., Івасьов В.

## Опис герба
На лазуровому щиті золотий проквітлий хрест.